# Johanna Kneer
Johanna Kneer (25 de diciembre de 1997) es una deportista alemana que compite en karate, en la modalidad de kumite.
Ganó una medalla en los Juegos Europeos de Cracovia 2023 y cinco medallas en el Campeonato Europeo de Karate entre los años 2016 y 2023.

## Palmarés internacional
| Juegos Europeos    | Juegos Europeos         | Juegos Europeos   | Juegos Europeos |
| Año                | Lugar                   | Medalla           | Prueba          |
| ------------------ | ----------------------- | ----------------- | --------------- |
| 2023               | Bielsko-Biała (Polonia) | Medalla de oro    | +68 kg          |
| Campeonato Europeo |                         |                   |                 |
| Año                | Lugar                   | Medalla           | Prueba          |
| 2016               | Montpellier (Francia)   | Medalla de bronce | –68 kg          |
| 2019               | Guadalajara (España)    | Medalla de bronce | Por equipos     |
| 2021               | Porec (Croacia)         | Medalla de oro    | Por equipos     |
| 2023               | Guadalajara (España)    | Medalla de oro    | +68 kg          |
| 2023               | Guadalajara (España)    | Medalla de oro    | Por equipos     |